# Badelunda (naturreservat)
Badelunda är ett kommunalt naturreservat i Västerås kommun i Västmanlands län.
Området är naturskyddat sedan 1974 och är 38 hektar stort. Reservatet omfattar en del av Badelundaåsen och består av blandskog och ett nedlagt grustag.